# Diamonds and Pearls (album)
Diamonds and Pearls is het dertiende album van de Amerikaanse popartiest Prince, het eerste album van Prince and The New Power Generation en werd uitgebracht in 1991. Het album werd als een enkele cd en in een gelimiteerde oplage als dubbel-LP uitgebracht.

## Algemeen
Het was het eerste album dat werd toegeschreven aan Prince and The New Power Generation. De muziek, de vormgeving en de videoclips van het album, en tevens de visuele stijl van Prince en zijn band, waren ten opzichte van het vorige werk relatief gezien rigoureus veranderd.
The New Power Generation bestond op dit album officieel uit: Damon Dickson (achtergrondvocalen en percussie), Kirk Johnson (achtergrondvocalen en percussie), Levi Seacer Jr. (gitaar en achtergrondvocalen), Michael B. (drums), Rosie Gaines (vocalen, Purpleaxxe-sampler en orgel), Sonny T. (basgitaar en achtergrondvocalen), Tommy Barbarella (keyboards en Purpleaxxe-sampler) en Tony M.) (rap en achtergrondvocalen).
De dansers Lori Elle en Robia LaMorte, bekend als "Diamond" en "Pearl", worden holografisch afgebeeld op de hoes van de eerste uitgave.

## Nummers
| 01. | Thunder                    | 5:45 |
| 02. | Daddy Pop                  | 5:16 |
| 03. | Diamonds and Pearls        | 4:43 |
|     |                            |      |
| 04. | Cream                      | 4:12 |
| 05. | Strollin'                  | 3:46 |
| 06. | Willing and Able           | 4:59 |
| 07. | Gett Off                   | 4:31 |
|     |                            |      |
| 08. | Walk Don't Walk            | 3:06 |
| 09. | Jughead                    | 4:56 |
| 10. | Money Don't Matter 2 Night | 4:48 |
| 11. | Push                       | 5:56 |
|     |                            |      |
| 12. | Insatiable                 | 6:37 |
| 13. | Live 4 Love                | 6:58 |

## Singles
Er werden in het totaal zes singles uitgebracht van het album: Gett Off, Cream, Diamonds and Pearls, Money Don't Matter 2 Night, Insatiable (alleen in de VS) en Thunder (alleen als 12 inch in het VK).
Drie van de zes singles kende extra nummers waarvan het nummer nog niet eerder was uitgebracht: Horny Pony (B-kant van de single Gett Off), Violet the Organ Grinder (nummer van de ep Gett Off) en I Love U In Me (B-kant van Insatiable). Van Gett Off en Cream verschenen er ep's met remixes en alternatieve versies. In die laatste is de grens tussen een nieuw apart nummer of een alternatieve versie vaak moeilijk te trekken.
Het album kende meerdere toptienhits, echter niet in elk land hetzelfde rijtje. Cream (NL: op 4, VK: op 15, VS: op 1) werd wereldwijd de grootste hit, met in zijn kielzog Gett Off (NL: op 4, VK: op 4, VS: op 21). Diamonds and Pearls (NL: op 15, VK: op 25, VS: op 3) werd vooral in de VS een hit en Money Don't Matter 2 Night (NL: op 7, VK: op 19, VS: op 23) vooral in Nederland.